# Villa Albertina (Córdoba)
Villa Albertina es una localidad argentina ubicada en el Departamento General San Martín de la provincia de Córdoba. Se encuentra en la intersección de la Ruta Nacional 9 y la Ruta Provincial 2, 6 km al este de Villa María, de la cual depende administrativamente..
Cuenta con una plaza, centro comunal y salón de usos múltiples. Sus terrenos son de los más económicos de Villa María, que a 2011 cotizaba como una de las ciudades más caras del país a nivel inmobiliario.

## Población
Cuenta con 130 habitantes (Indec, 2010), lo que representa un descenso del 11% frente a los 146 habitantes (Indec, 2001) del censo anterior.